# Wycker Brugstraat
De Wycker Brugstraat (Maastrichts: Wieker Brögkstraot; vroeger ook wel: Percée) is een straat in het stadsdeel Wyck, in het centrum van de Nederlandse stad Maastricht. Aanvankelijk een kort, doodlopend straatje tussen de Sint Servaasbrug en de Rechtstraat, werd de straat aan het eind van de negentiende eeuw verbreed en verlengd in de richting van Station Maastricht. De autoluwe straat is onderdeel van de voornaamste looproute tussen het station en de Binnenstad. Het is tevens een belangrijke winkel- en horecastraat. De Wycker Brugstraat telt 14 rijks- en 40 gemeentelijke monumenten.

## Naamgeving, ligging, verkeer en inrichting
De Wycker Brugstraat is genoemd naar de nabij gelegen brug, de Sint Servaasbrug. Op de andere oever van de Maas, aan de 'Maastrichtse' kant, ligt de Maastrichter Brugstraat. In Wyck ligt nog een Brugstraat, de Hoogbrugstraat. Deze is genoemd naar een niet meer bestaande brug over een rivierarm van de Maas, nabij de eveneens afgebroken Duitse Poort.
De Wycker Brugstraat ligt op de rechter Maasoever in het stadsdeel Wyck aan de oostzijde van het Maastrichtse centrum. De straat loopt min of meer van west naar oost tussen de Sint Servaasbrug en de Stationsstraat. Daartussen liggen vier noord-zuid lopende zijstraten: de Oeverwal/Cörverplein, de Rechtstraat, de Wycker Grachtstraat en de Lage Barakken. De zijstraten delen de Wycker Brugstraat op in drie segmenten. Daarvan is het westelijk deel het oudst en om die reden ook het smalst (circa 10 meter). De andere segmenten zijn omstreeks 1880 aangelegd. Het oostelijk deel is iets langer dan de andere twee segmenten en tevens breder (circa 15 meter); het middensegment versmalt geleidelijk naar het westen en vormt daarmee het verbindingsstuk tussen het bredere en smallere deel. De Stationsstraat is 27 meter breed, waardoor het deel van die straat dat aansluit aan de oostzijde van de Wycker Brugstraat een pleinachtig karakter heeft (het zogenaamde "klokpleintje").
De Wycker Brugstraat behoorde vroeger tot de drukste verkeersstraten in Wyck. Na het afsluiten van de Sint Servaasbrug voor het autoverkeer werd de straat autoluw. Wel bleef de straat een van de hoofdroutes voor het fietsverkeer en voor voetgangers.

## Geschiedenis
De geschiedenis van de Wycker Brugstraat voltrok zich in drie fasen, waarbij de bouw van de middeleeuwse brug en de negentiende-eeuwse doorbraak cruciale momenten waren.

### Vóór de bouw van de brug (tot ca. 1280)
Over de eerste fase, vóór de bouw van de  Sint Servaasbrug, is nauwelijks iets bekend. Aan de hand van archeologische opgravingen is vastgesteld dat de Romeinse Maasbrug circa 150 meter zuidelijker lag ten opzichte van de huidige brug. De Romeinse hoofdweg van Keulen naar de kust, tegenwoordig meestal aangeduid als Via Belgica, maakte na de aanlanding op de oostelijke Maasoever een scherpe bocht naar het noorden, volgde min of meer het tracé van de huidige Rechtstraat en doorsneed dus het tracé van de tegenwoordige Wycker Brugstraat. Hoewel in dit deel van de stad relatief weinig archeologisch onderzoek heeft plaatsgevonden, leveren enkele bodemvondsten het bewijs dat dit gebied in de Romeinse tijd bewoond was. Het onderzoek wordt bemoeilijkt door het feit dat een groot deel van de vicus Wyck door riviererosie is weggespoeld; de Maasoever lag oorspronkelijk enkele tientallen meters verder naar het westen.
Wanneer de Wycker Brugstraat is ontstaan, is niet duidelijk. Evenmin is met zekerheid te zeggen of de straat er eerder was dan de brug, of andersom. Lange tijd werd aangenomen dat de Romeinse brug –  met af en toe wat herstelwerkzaamheden – standhield tot 1275, toen deze tijdens een processie instortte. Waarschijnlijker is echter dat de toen ingestorte brug een (vroeg)middeleeuwse opvolger was van de Romeinse brug. Deze lag mogelijk op de locatie van de huidige Sint Servaasbrug, die van 1280 tot 1298 werd gebouwd. Duidelijk is dat de bouw van een brug op deze locatie – of dat nu aan het eind van de dertiende eeuw of al veel eerder plaatsvond – een enorme verandering met zich meebracht voor de aansluitende wegenstructuur. Het is niet ondenkbaar dat de Wycker Brugstraat toen pas werd aangelegd, mogelijk na een doorbraak in de gesloten bebouwing van de Wycker Maasoever. Aan de Wycker kant werd de toegang tot de brug vanaf de twaalfde of dertiende eeuw beschermd door de Körverpoort.

### Vóór de doorbraak (ca. 1280-1882)
Duidelijk is dat de straat door de bouw van de nieuwe brug enorm in betekenis moet zijn toegenomen. De straat was echter veel korter dan tegenwoordig; al na ca. 60 meter was het verkeer gedwongen om naar links of rechts af te buigen, om via de Rechtstraat respectievelijk de Sint-Maartenspoort of de Duitse Poort te bereiken. Die laatste was de belangrijkste stadspoort van Wyck en sloot aan op de Oude Akerweg naar Aken en Keulen. De Wycker Brugstraat zal in de middeleeuwen een levendig straatje zijn geweest met veel verkeer en allerlei bedrijvigheid.
In 1615 vestigden de annunciaten zich op een terrein aan de Wycker Grachtstraat, ongeveer waar tegenwoordig de verlengde Wycker Brugstraat ligt. Het Annunciatenklooster zou tot de opheffing in 1796 blijven bestaan en werd daarna verkocht aan particulieren. Eind negentiende eeuw was het terrein in bezit van Victor Jaunez, die directeur van de keramiekfabriek Société Céramique in Wyck was.
De bouw van de eerste spoorwegstations in Wyck in 1853 vroeg om een kortere verbinding met het stadscentrum. De bestaande route door Wyck voerde via smalle straten, stadspoorten en kronkelende wegen tussen de vestingwerken door. De aanleg van een nieuwe verbinding tussen de stations en de Maasbrug voltrok zich in twee fasen. In 1866 kwam de eerste percée (doorbraak) tot stand door de bouw van een nieuwe stadspoort, de Stationspoort, die slechts twee jaar in functie bleef. In 1867 werd de vestingstatus van Maastricht opgeheven en kon de nieuwe poort alweer worden gesloopt in het kader van de algehele slechting van de vestingwerken. Het ontmantelde Wyck bood vanaf de stations een chaotische aanblik, zoals te zien is op enkele foto's die de fotograaf Theodor Weijnen (1835-1904) omstreeks 1882 van het gebied maakte. Een doorgaande route naar de brug, toen nog de enige Maasoversteek, ontbrak. De meeste reizigers reisden dan ook om Wyck heen, om via de Rechtstraat of de Oeverwal de brug te bereiken.
Al vanaf 1825 bestonden er plannen om op beide Maasoevers de straten die naar de Sint-Servaasbrug voerden te verbreden. Van 1874-78 werd op de linker Maasoever de zuidwand van de Maastrichter Brugstraat afgebroken, waardoor die straat enkele meters verbreed kon worden. Op de andere oever ging aan de verbreding en doortrekking van de Wycker Brugstraat jarenlang gesteggel vooral. In 1876 werden het logement "De Beer" en het pand "De Kriekenboom", die precies in de as van de straat lagen, onteigend. Hier moest de doorbraak naar het station plaatsvinden. Pas in 1882 kon het laatste obstakel, het terrein met het voormalige Annunciatenklooster, worden aangekocht. Vanaf 1881 werden panden aan de Wycker Brugstraat onteigend om de straat te kunnen verbreden.

### Na de doorbraak (na 1882)
Van 1882 tot 1892 vond de aanleg plaats van de Wycker Brugstraat en de daarop aansluitende Stationsstraat naar een plan van stadsingenieur W.J. Brender à Brandis. De tweede doorbraak, dwars door de bestaande bebouwing van Wyck heen, kwam in deze periode tot stand. Nog lange tijd zouden de beide straten de Franse naam Percée blijven dragen. In 1885 was de bestrating (met grind) gereed. Een van de eerste gebouwen was het Café Victoria (J.W. Blijenburg, 1888) op de hoek van de Wycker Grachtstraat. De straat ontwikkelde zich voorspoedig tot een bedrijvige avenue met winkels, hotels en cafés. De verbreding van het middeleeuwse deel van de straat, waarvoor aan beide zijden van de straat diverse panden werden gesloopt, werd pas in 1894 afgerond.

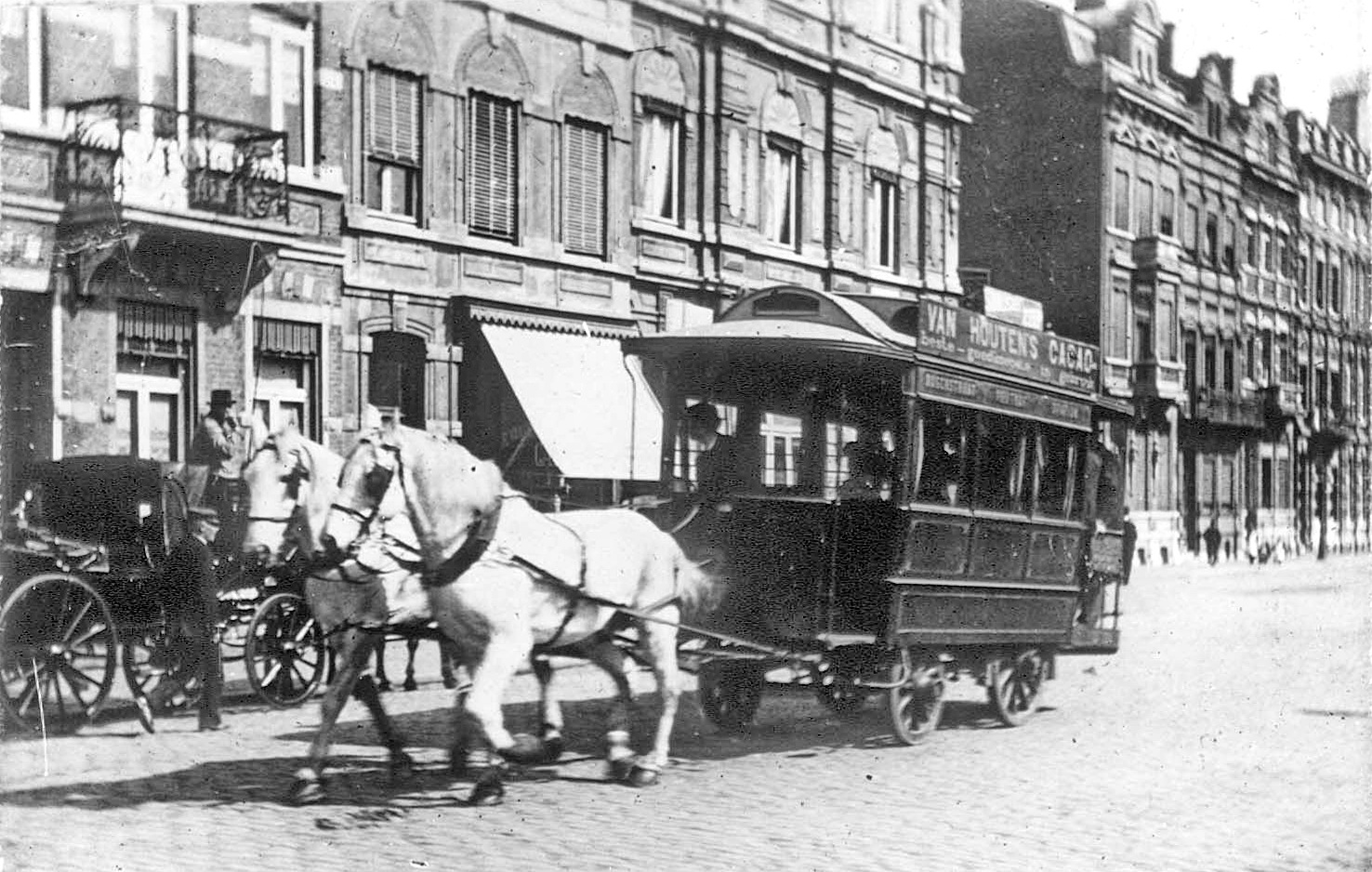
Paarden-omnibus, 1902-1914

Van 1884 tot 1896 onderhield de particuliere Maastrichtsche Omnibus-Maatschappij met vier omnibussen een vaste dienstregeling tussen het Wycker stationsgebied en de Boschstraat, via Vrijthof en Markt, een traject van nog geen twee kilometer. In 1894 besloot de Maastrichtse gemeenteraad een trambaan aan te leggen op dit traject en de exploitatie in eigen hand te nemen. Vanaf 1896 reden hier drie gastrams van de Maastrichtsche Tram, maar vanwege slechte prestaties werden deze in 1903 vervangen door paardentrams, die tot 1914 dienst bleven doen. De tram had haltes bij het kruispunt Stationsstraat-Wilhelminasingel en bij het Cörversplein, waar fraai vormgegeven abri's in chaletstijl stonden. Vanaf 1918 namen autobussen het openbaar vervoer tussen het station en de binnenstad over.
Vanaf begin twintigste eeuw vestigden zich steeds meer filialen van grootwinkelbedrijven in de Wycker Brugstraat. In de jaren 1880 begon de handelaar W.H. Maussen in de Rechtstraat een winkel, die al snel uitbreidde naar de Wycker Brugstraat. Maussen had in de gaten dat een winkel aan de 'Percée', de nieuwe verbindingsroute tussen station en brug, goed zou lopen. Na zijn dood in 1899 gingen zijn zonen voortvarend door met de uitbreiding van de zaak. In 1910 kochten ze het pand Wycker Brugstraat 38. In 1932 werden de panden Wycker Brugstraat 28-30-32, op de hoek van de Wycker Grachtstraat, door de architect Jos Joosten verbouwd tot een groot warenhuis in de stijl van de nieuwe zakelijkheid. In 1981 sloot het warenhuis Maussen zijn deuren.
Vanaf de late twintigste eeuw maken lokale winkels en horecagelegenheden in toenemende mate plaats voor landelijke of internationale winkelketens en franchise-ondernemingen. Enkele bekende, verdwenen zaken zijn: Maussen (warenhuis), Het Kousenhuis (kleding), Otten (kleding), Smit (schoenen), Retrae (juwelier), Felix (kunsthandel), Zijlstra (fotozaak), Otten (café), Krasnapolski (café), Victoria (café), Venezia (ijssalon), Moonen (frituur) en Cinema Palace (bioscoop). Deze laatste had van 1927 tot 2005 zijn entree in het hoekpand met de Lage Barakken.
In 2000 werden de Wycker Brugstraat en de Sint Servaasbrug verkeersluw gemaakt. Omstreeks diezelfde tijd is het gehele kernwinkelgebied van Maastricht gerenoveerd, waarbij ook de bestrating, het straatmeubilair en de straatverlichting in de Wycker Brugstraat zijn vernieuwd.

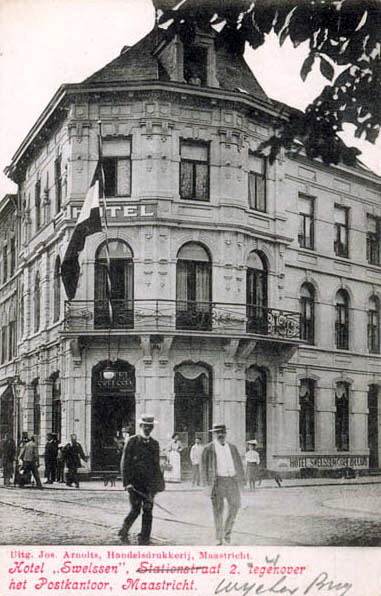
Hotel Swelssen, later Beaumont, 1909
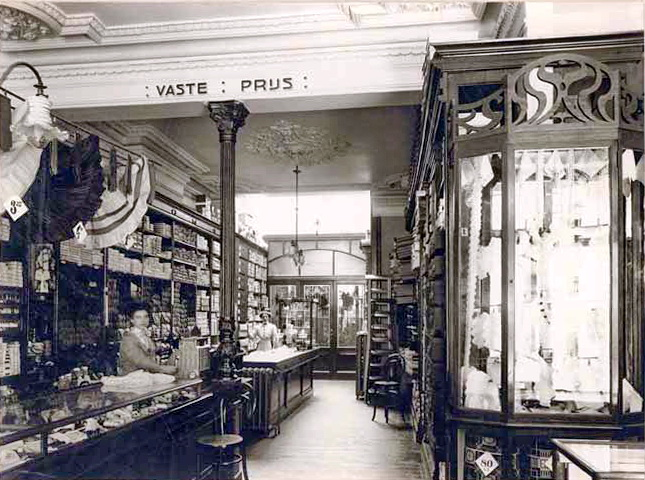
Bonneterieafdeling Maussen, 1910
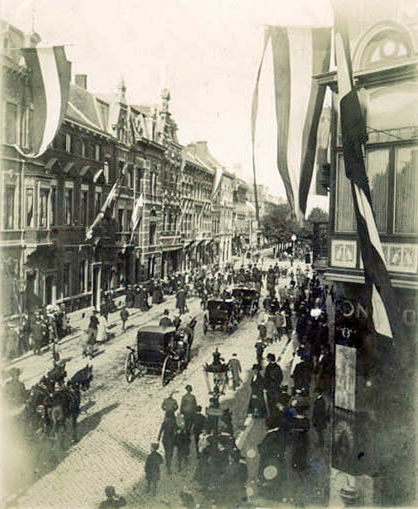
Versierde straat tijdens Mariacongres, 1912
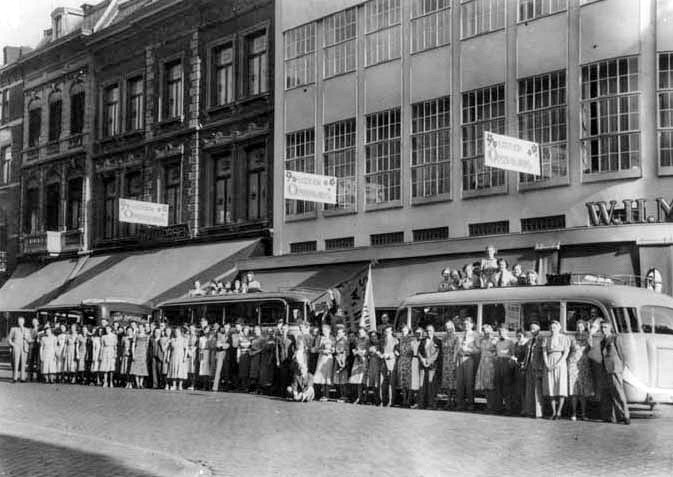
Personeelsuitstapje Maussen, 1937
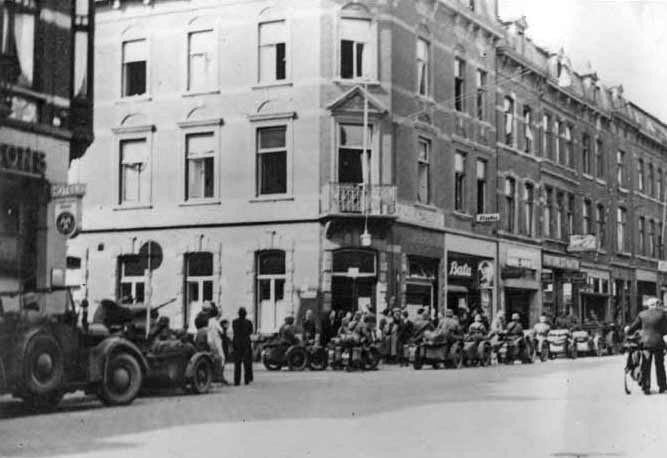
Duitse invasie, 10 mei 1940
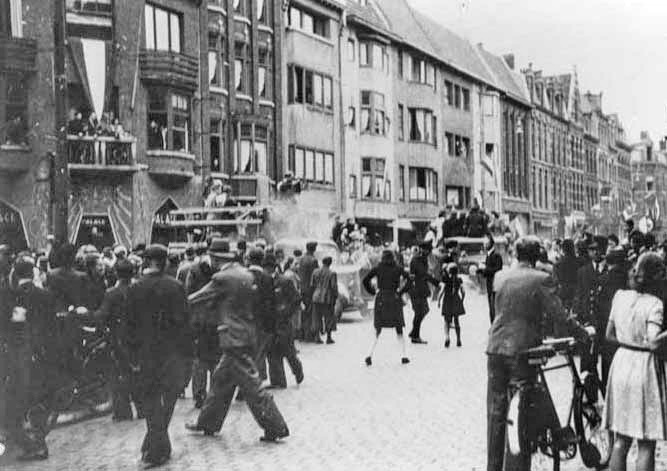
Arrestatie collaborateurs, 14 sept. 1944
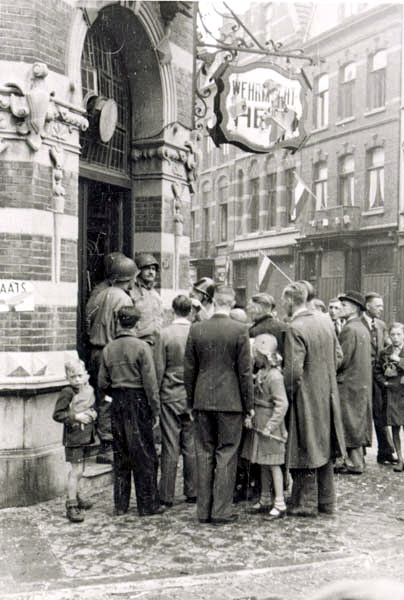
Ontploffing Wehrmachtsheim, 14 sept. 1944
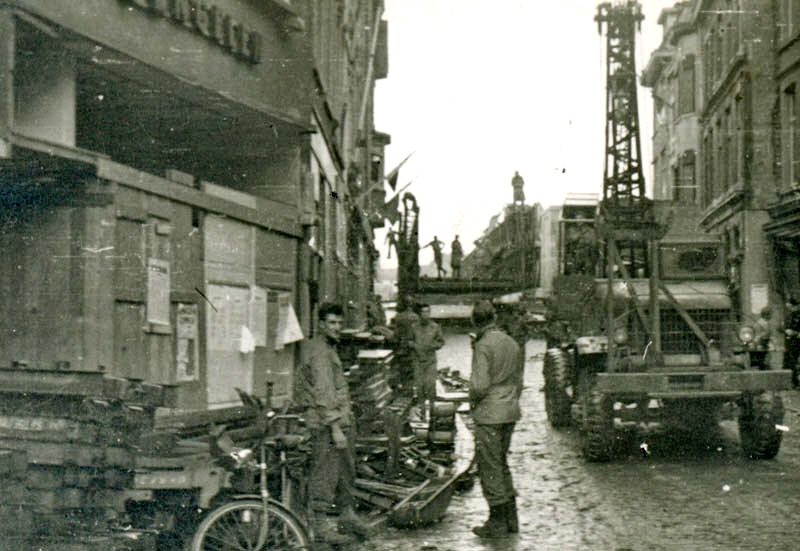
Bouw baileybrug, sept. 1944
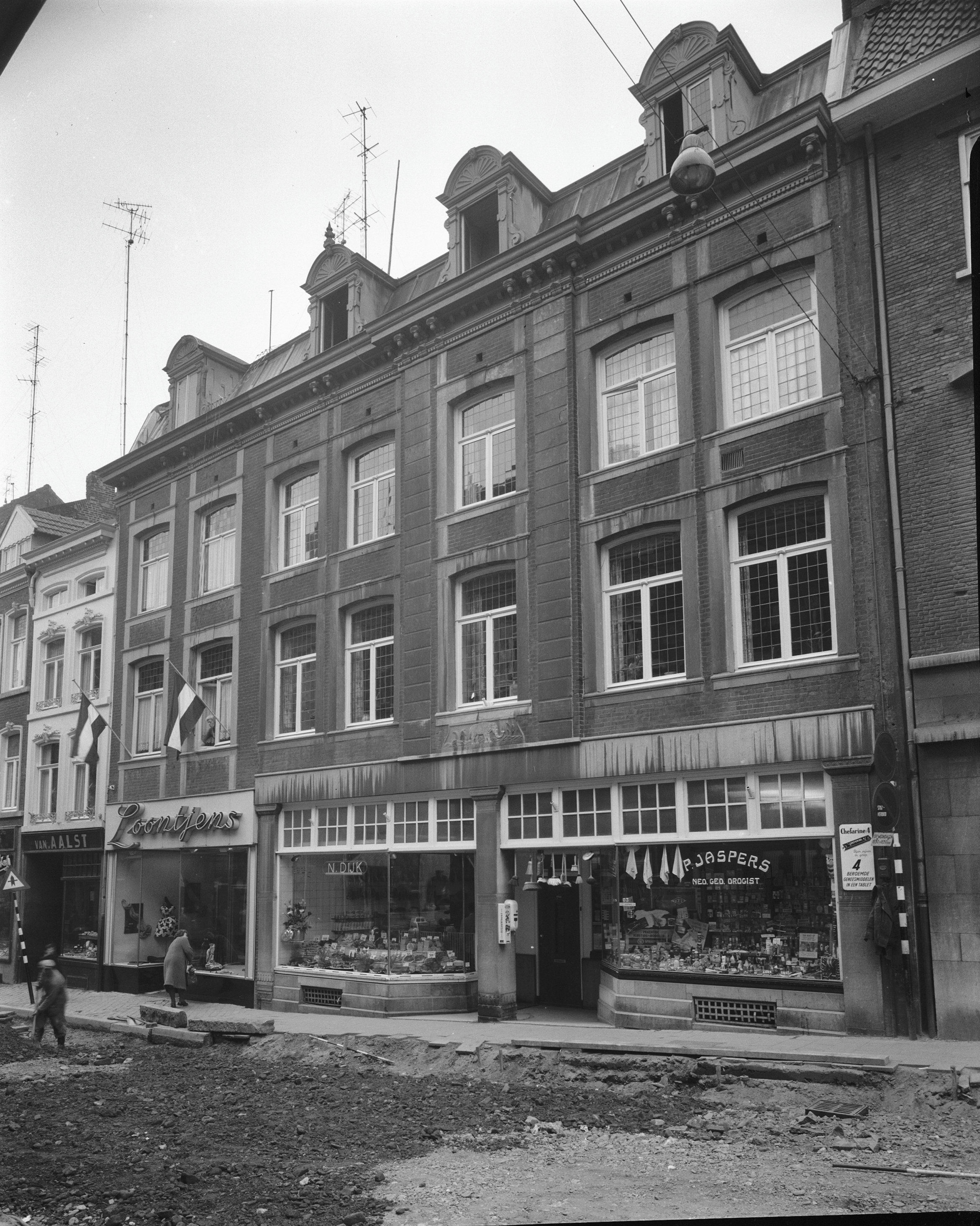
Opgebroken straat, 1962
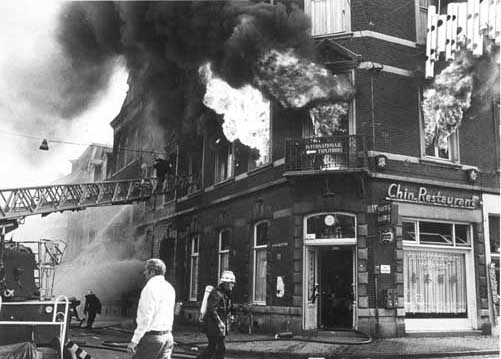
Brand nr. 31, 1976
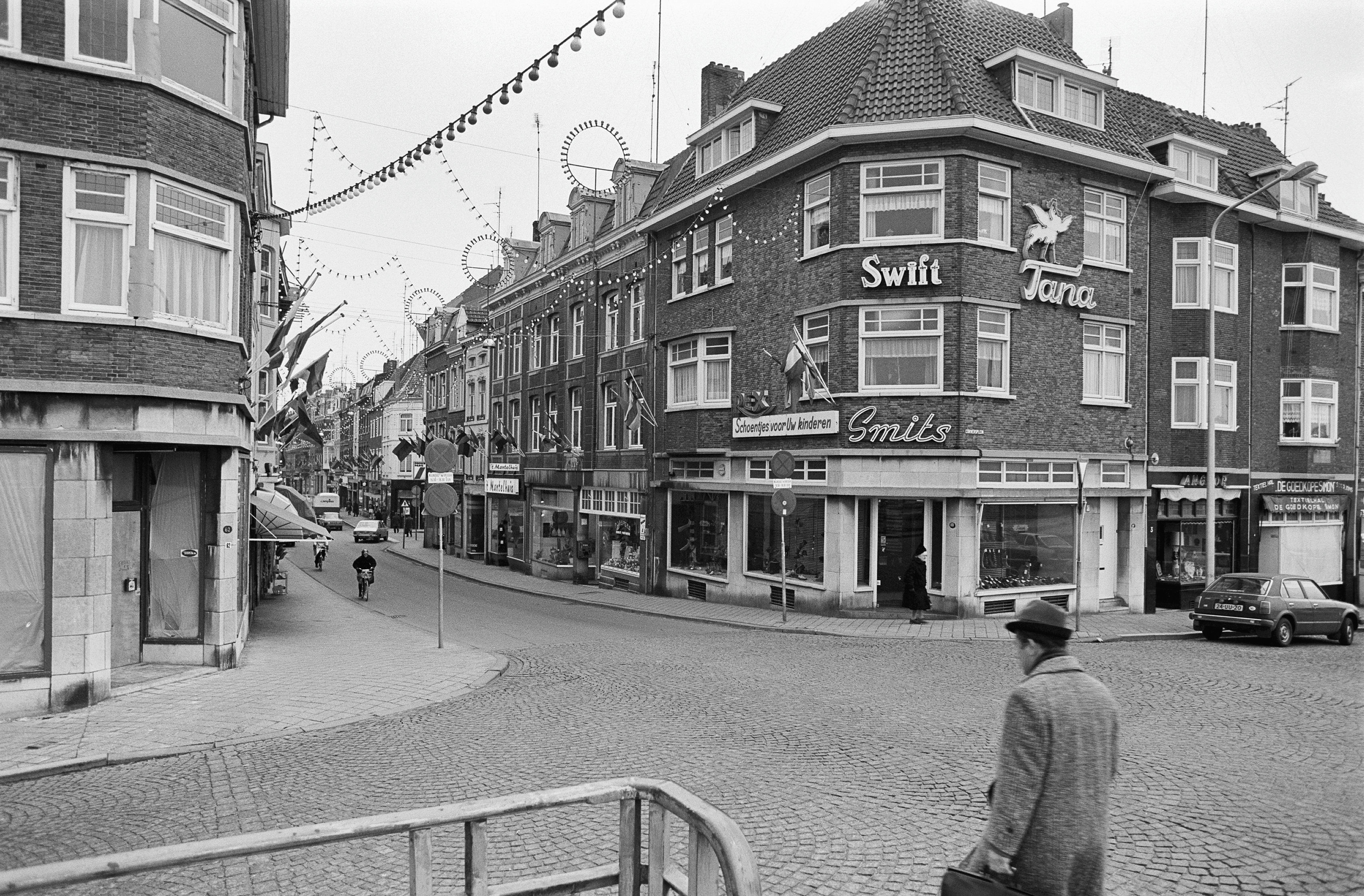
Kop van de straat, 1979
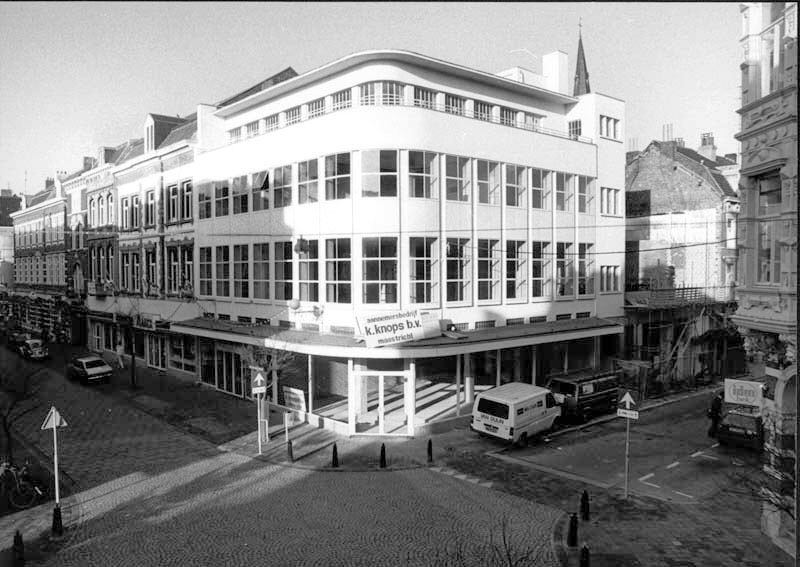
Verbouwing Maussen, ca. 1985
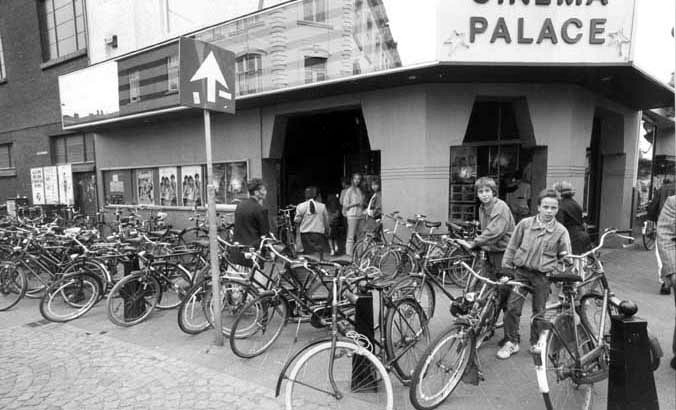
Cinema Palace, 1988

## Bezienswaardigheden

### Monumentale woonhuizen

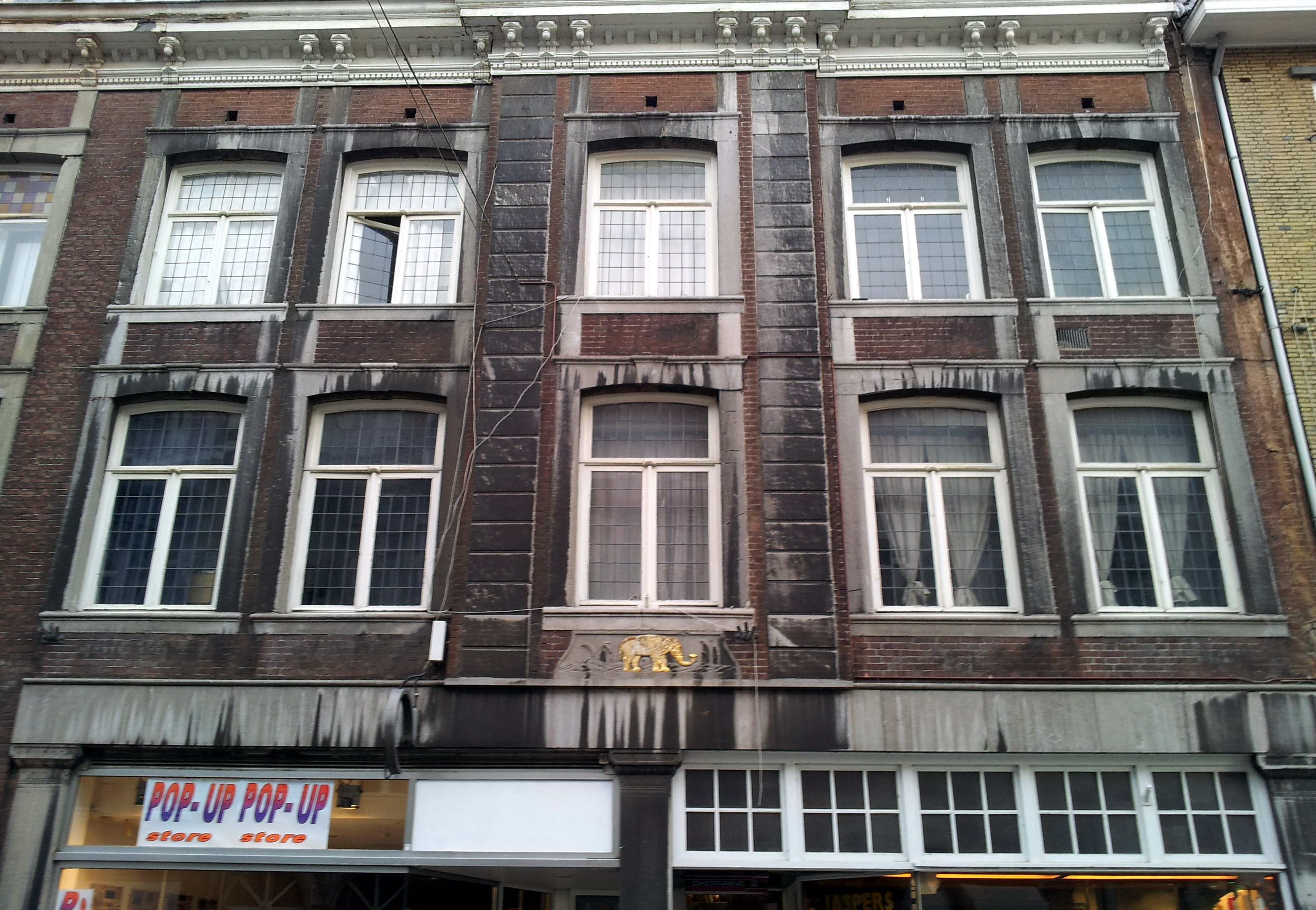
Dubbelpand uit 1780, nrs. 61-63

Hoewel in het oostelijk deel van de Wycker Brugstraat geen huizen te vinden zijn die ouder zijn dan de negentiende eeuw, liggen er 14 rijksmonumenten in de straat (waarvan vier uit de negentiende en twintigste eeuw). De meeste panden, ook de rijksmonumenten, hebben gemoderniseerde winkelpuien. Daarboven zijn achttiende- en negentiende-eeuwse gevels te herkennen, vaak met vensteromlijstingen van blauwe hardsteen. De huizen zijn over het algemeen hoog. Hoewel de gevels vanaf de straat slechts drie of vier bouwlagen doen vermoeden, zijn bijna alle huizen onderkelderd en hebben hoge daken, waaronder nog twee of drie extra verdiepingen schuilen.
Wycker Brugstraat 60 is een bescheiden woonhuis met een lijstgevel met horizontale profiellijsten en horizontale, naar beneden uitgebogen reliëfbanden, voorzien van hardstenen kozijnen van Naamse steen. Het huis bezit een gevelsteen met een profielkop en het jaartal 1735. De nrs. 59-61-63 bevinden zich onder één dak (begin negentiende eeuw). De lijstgevel van nr. 61 is voorzien van een risaliet, die door brede geblokte pilasters wordt geaccentueerd en heeft segmentboogvensters in Naamse steen. In het interieur bevindt zich een schoorsteenmantel en een fragment van een trap in Lodewijk XV-stijl. Wycker Brugstraat 54 en 56 vormden ooit één huis. De vensters van de laatachttiende-eeuwse gevel hebben gebeeldhouwde segmentbooglateien met – bij de middelste ramen – takken en ranken. De pui van Naamse steen is versierd met draperieën en gegroefde pilasters. De nrs. 46 t/m 52 zijn eenvoudige vroegnegentiende-eeuwse gevels. Het eerste pand heeft een winkelpui met gietijzeren elementen.
In het zuidoostelijk deel van de straat bevinden zich enkele woonhuizen gebouwd omstreeks 1930 naar ontwerpen van Alphons Boosten (nrs. 7, 11 en 13). De voorgevels van het eerste en laatste pand zijn bekleed met identieke platen kunststeen en hebben beide een over drie bouwlagen doorlopende erker. Met name het pand op nr. 13 ("Royal") is bijzonder, vanwege de authentieke winkelpui met glas-in-lood bovenlichten.

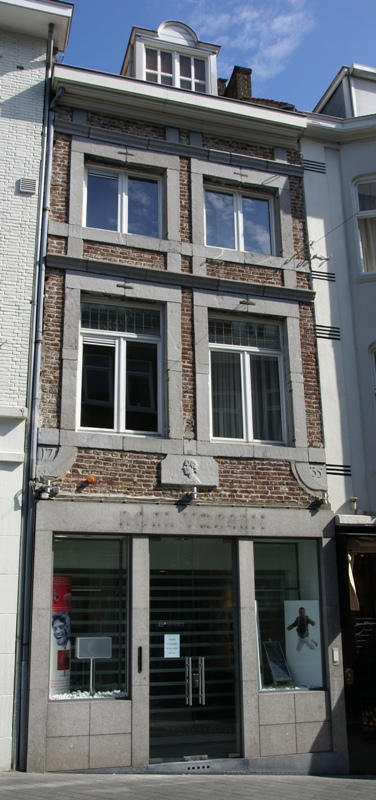
Nr. 60, met gevelsteen
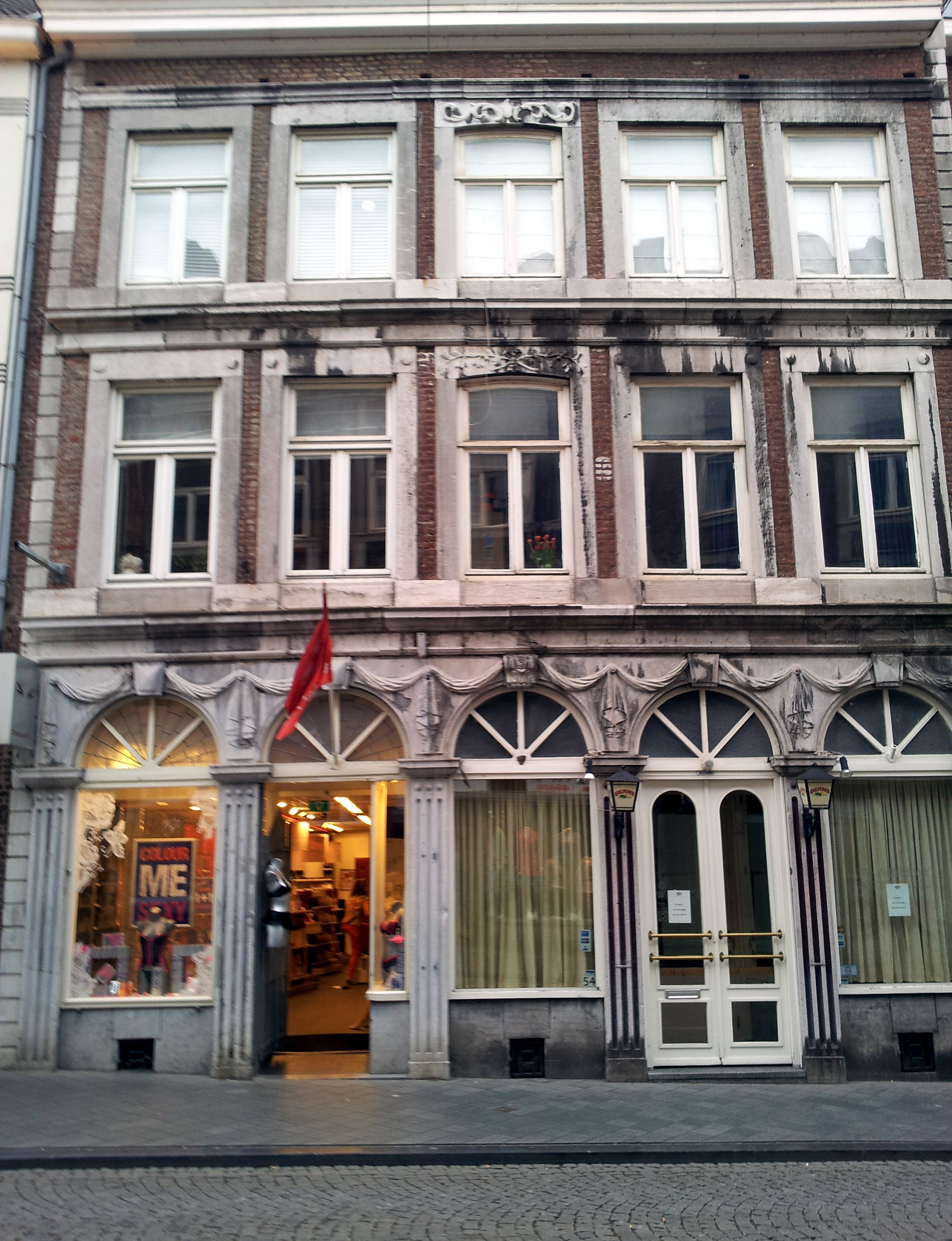
Nrs. 54-56
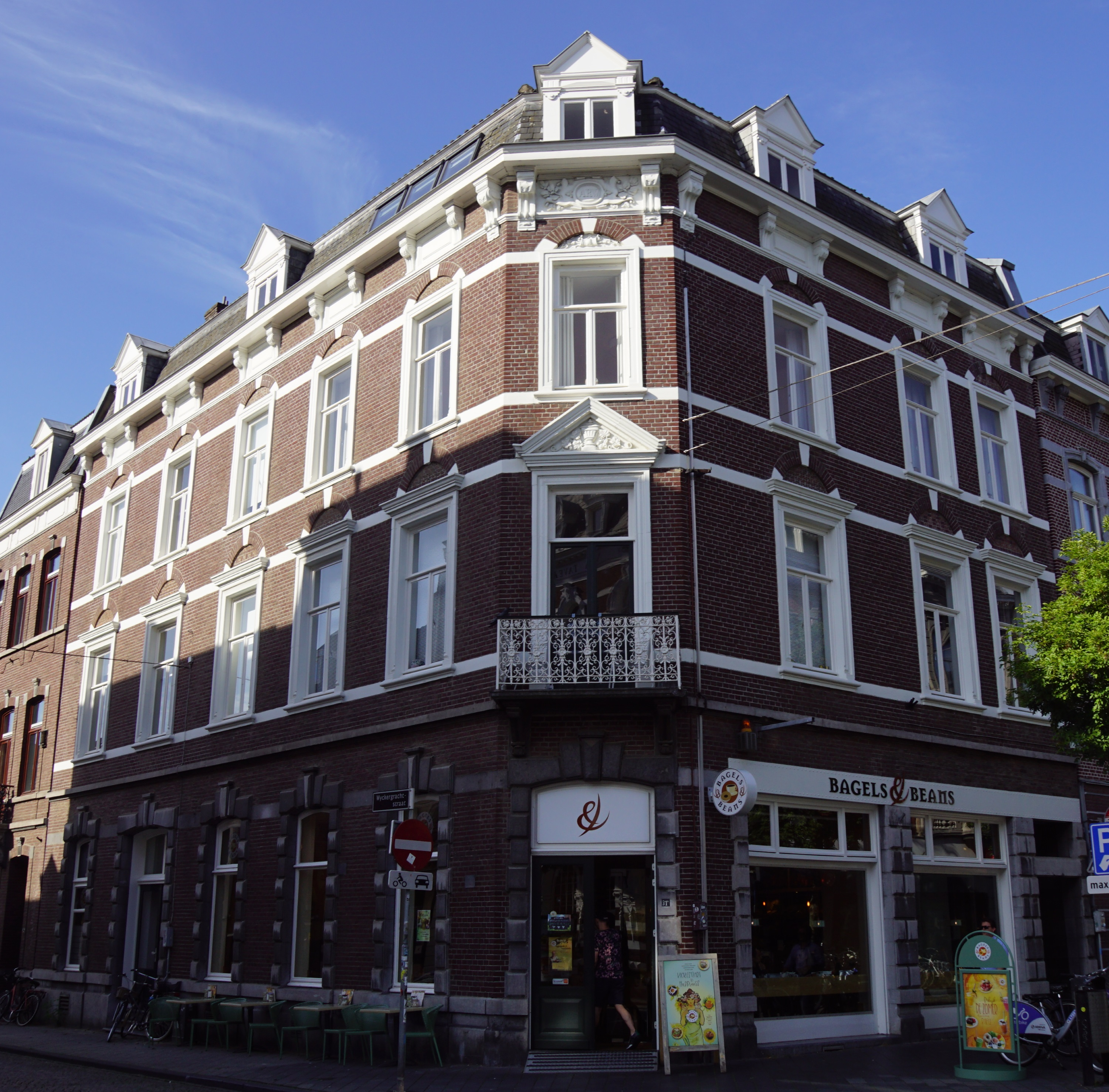
Hoekpand nr. 31
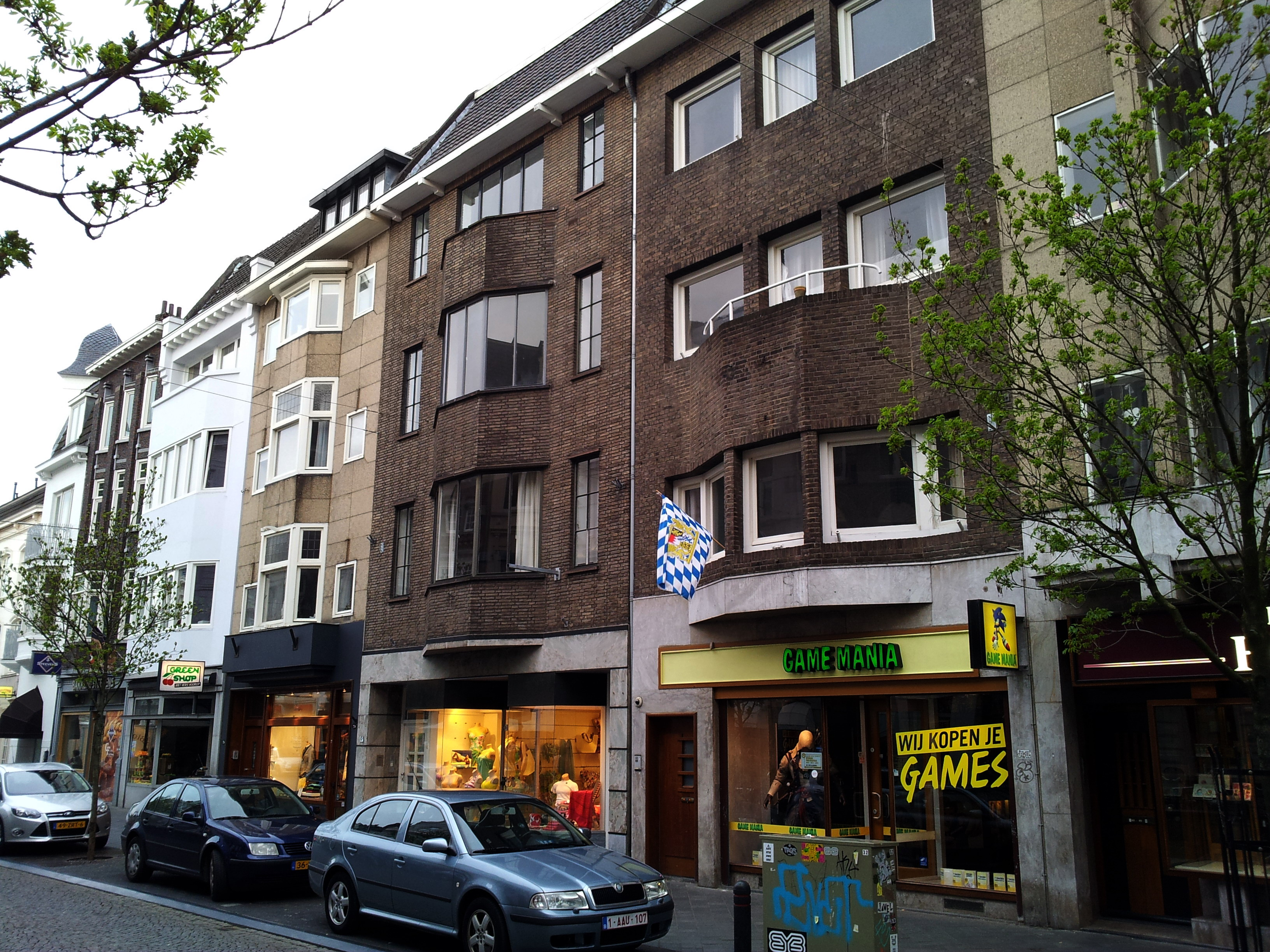
Jaren 1920-30-panden

### Winkel- en horecapanden
Het winkelpand op nr. 15 heeft een bijzondere, gesloten gevel met vier hoge, smalle glas-in-loodramen, waarachter het pakhuis schuil gaat. De architect van het pand, dat in 1927 voor de firma De Gruyter werd gebouwd, is onbekend, maar wellicht moet gedacht worden aan Teunis Wilschut, de huisarchitect van de De Gruyter, hoewel deze pas in 1928 een vaste aanstelling bij de kruideniersketen kreeg.

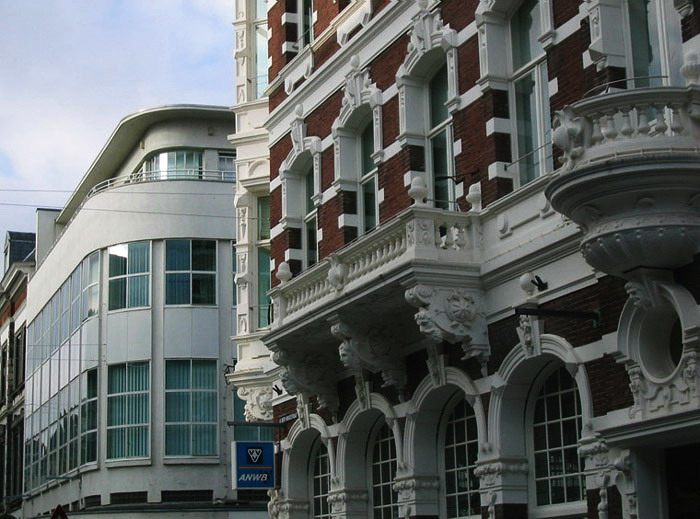
Sterk contrasterende geveldetails: Maussen (links) en Victoria Taverne

Op de hoek met de Wycker Brugstraat ligt het grote winkelpand van de firma Maussen, dat in 1931 tot stand kwam naar een ontwerp van architect Jos Joosten. Het voormalige warenhuis is een van de weinige voorbeelden van nieuwe zakelijkheid in Maastricht. Het pand bestaat uit vier bouwlagen, waarvan de begane grond met zijn afgeschuinde hoek en kunststof kozijnen het minst authentiek is. De betonnen luifel is wel oorspronkelijk en heeft, evenals de bovengelegen verdiepingen, een afgeronde hoek. De vierde bouwlaag wijkt iets terug, waardoor hier ruimte is voor een doorlopend balkon.
Er tegenover ligt een gebouw, dat vroeger bekend stond als Café Victoria of Victoria Taverne. Het hoekpand werd in 1888 gebouwd naar een ontwerp van architect J.W. Blijenburg in opdracht van de bierbrouwer C. Marres. Het is een eclectisch gebouw van rode baksteen met uitbundig stucwerk van onder andere leeuwenkoppen, wijndruiven, wijnbekers en diamantkoppen. De hoofdingang bevindt zich in de afgeschuinde hoekpartij, waarboven zich een erker over twee verdiepingen uitstrekt, die uitloopt in een uivormige toren, bekroond met een lantaarn. Het geveldeel aan de Wycker Grachtstraat telt twee vensterassen met rondbogige vensters in de eerste en derde bouwlaag, en segmentbogige in de tussenliggende laag. De kroonlijst bevat decoratief tegelwerk.
Iets verderop, op de hoek van de Lage Barakken, ligt Hotel Beaumont. Het oorspronkelijke hotelpand uit 1885 is omstreeks 1910 verhoogd. Het telt thans vier verdiepingen en een kapverdieping. De gestucte gevel in neorenaissancestijl is wit en grijs geschilderd. Fraaie details zijn het smeedijzeren hekwerk van het over drie traveeën doorlopende balkon op gebeeldhouwde kunststeenconsoles en de in zilveren letters geschilderde naam van het hotel op een band tussen de eerste en tweede verdieping. Doordat de 'Percée' zich op dit punt versmalt, liggen de twee hoektraveeën, komend vanaf het station, in de zichtas van de Stationsstraat.
Op de andere hoek van de Lage Barakken ligt de voormalige bioscoop Cinema Palace (1924-2005). Het gebouw is een ontwerp van de architecten A. Deussen en B. Reggers, en de Luikse constructeur J. Fassotte. De baksteengevel aan de Lage Barakken is opgetrokken in de stijl van de art deco; bij het hoekpand is slechts op de begane grond een zweem van deze "bioscoopstijl" te herkennen. Het pand is omstreeks 2010 verbouwd tot winkel.

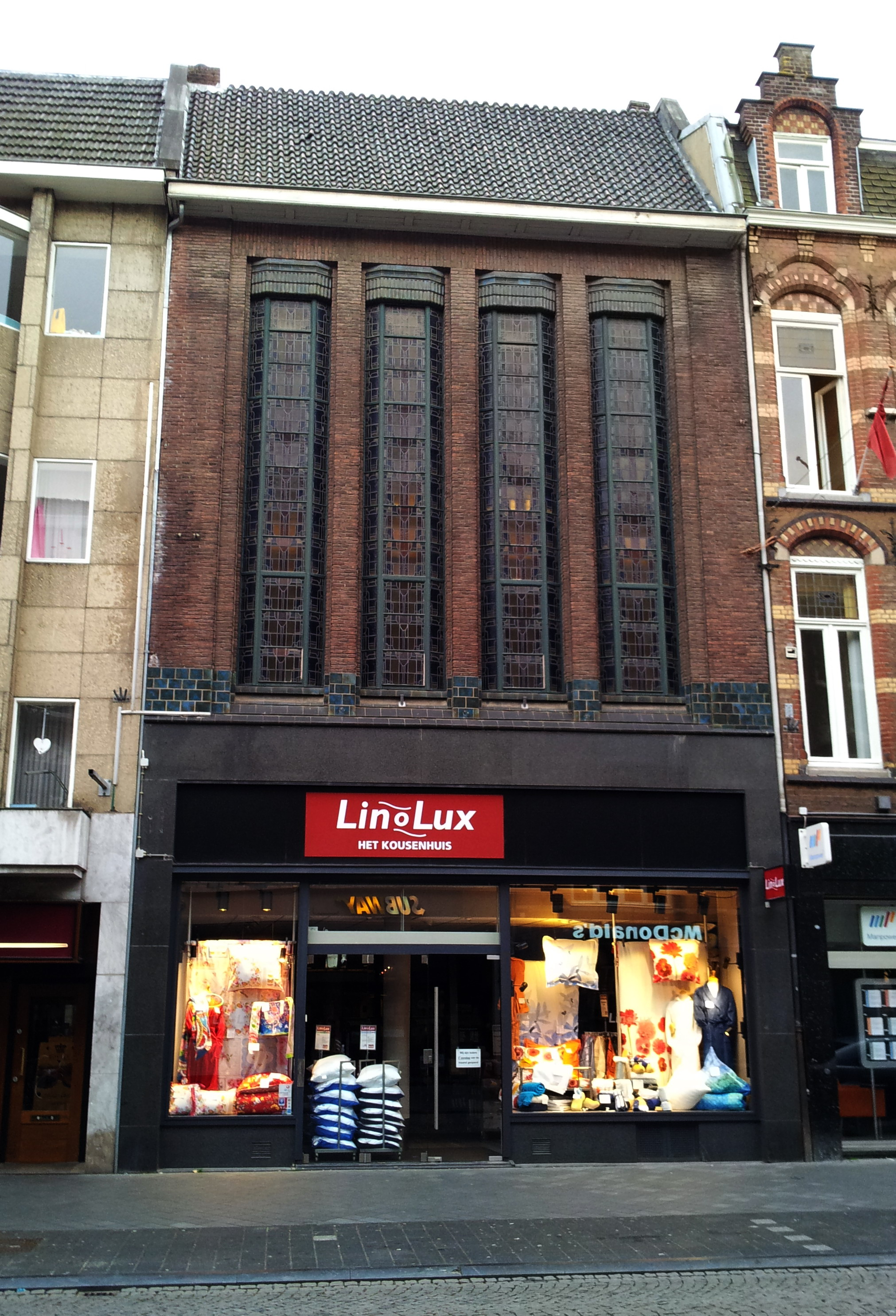
Winkelpand De Gruyter
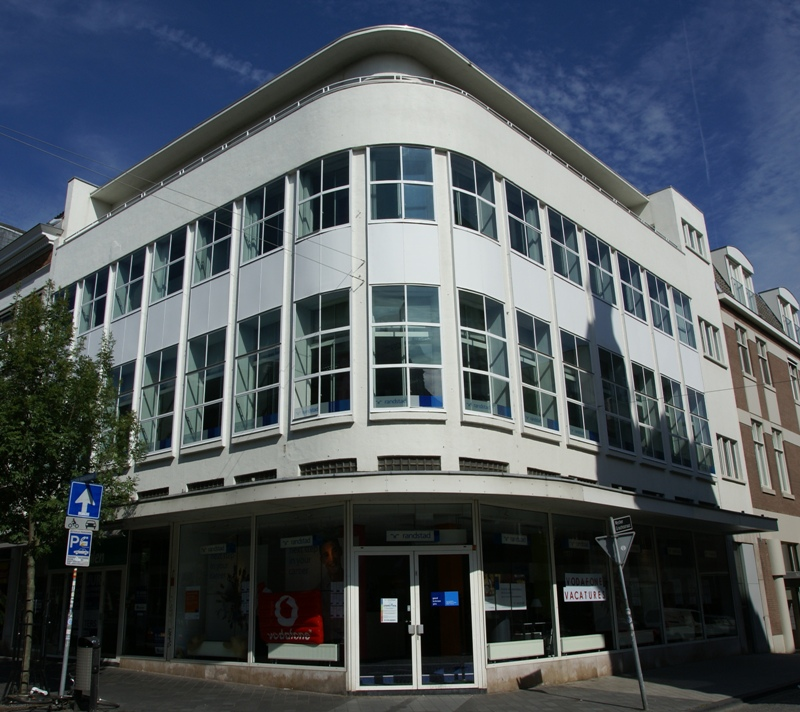
Winkelpand Maussen
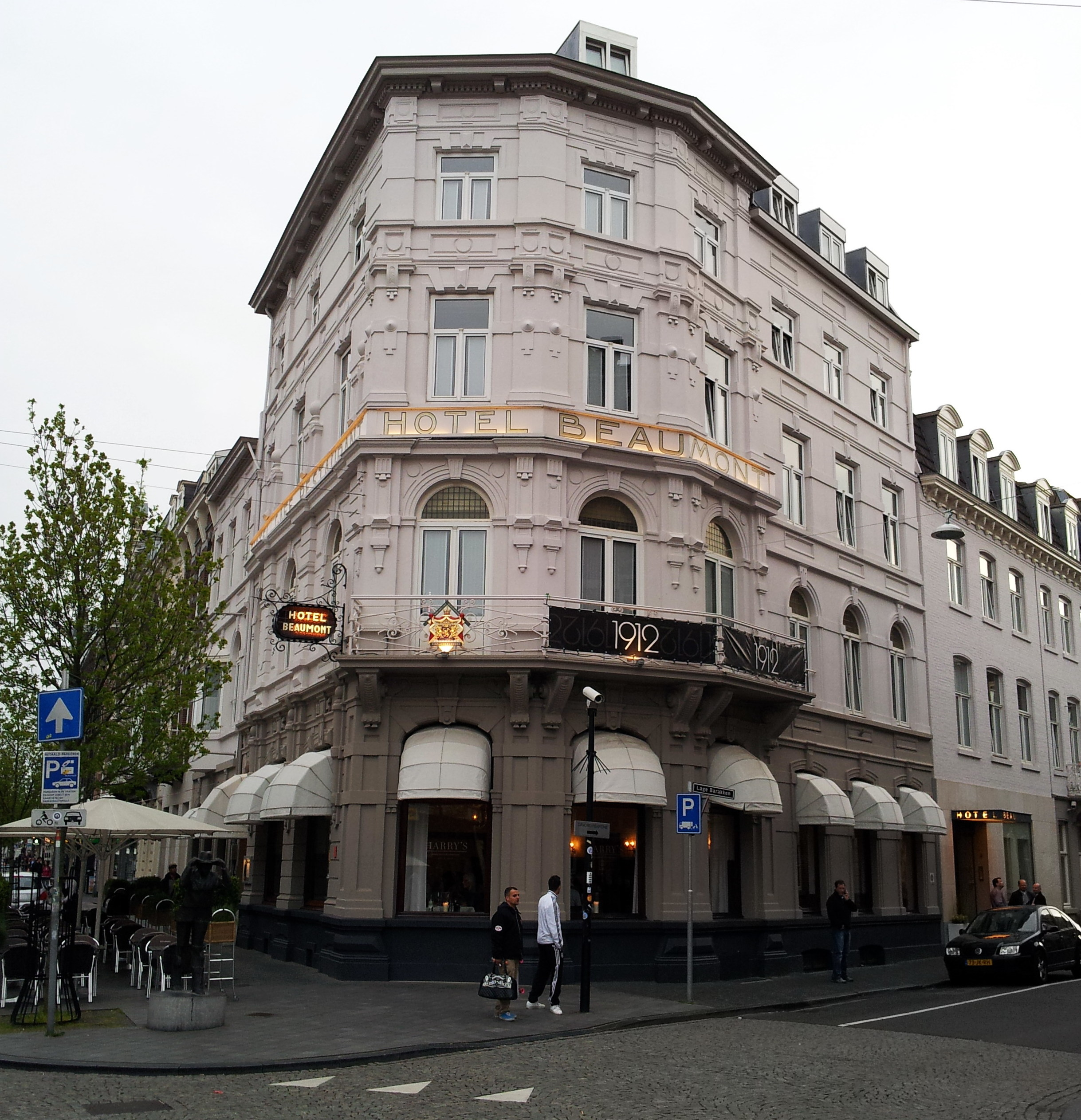
Hotel Beaumont
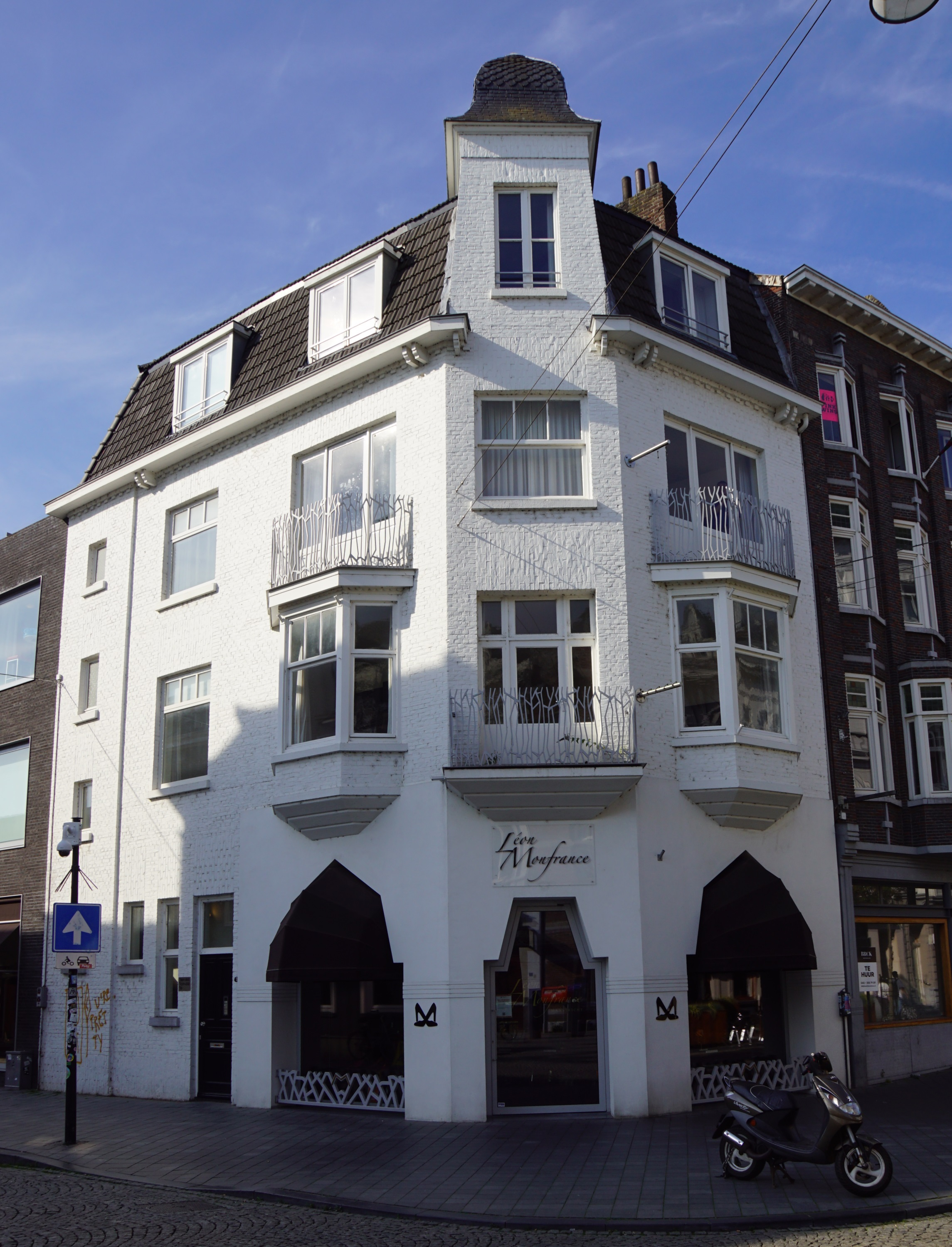
Cinema Palace

### Gevelstenen en -decoraties, beelden en gedenktekens

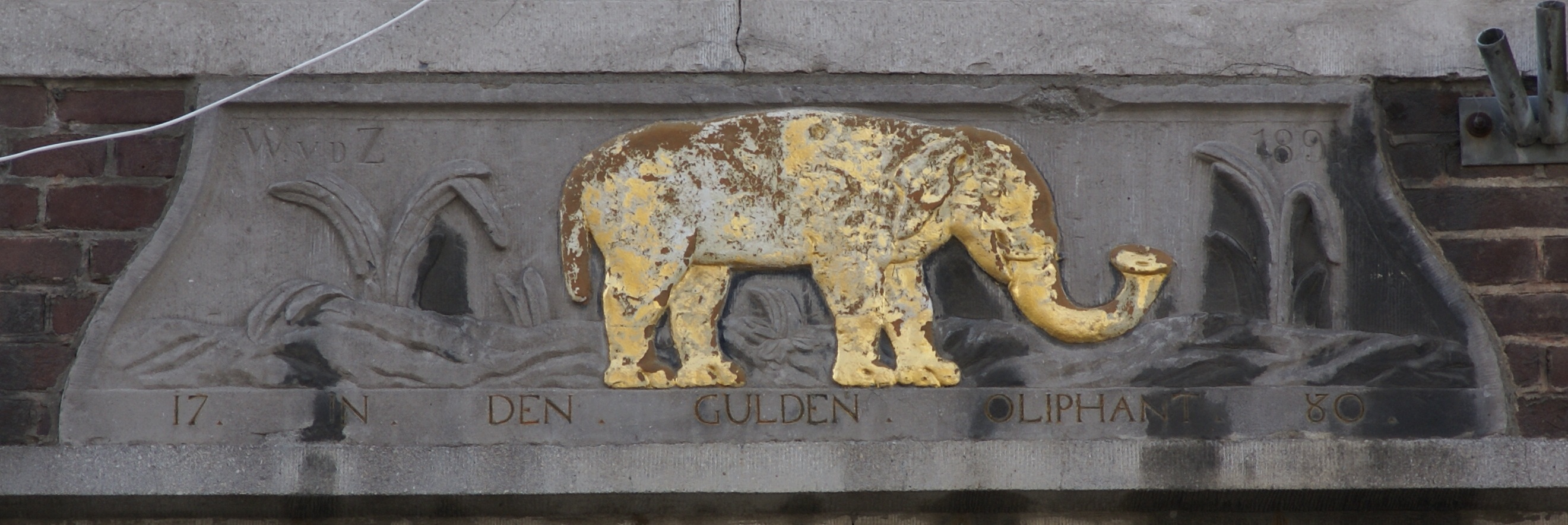
Gevelsteen In den gulden oliphant, nr. 61

Een aantal huizen in de Wycker Brugstraat hebben gevelstenen (nrs. 58, 60 en 61). De oudste (op nr. 58) dateert uit 1673 en bestaat uit drie delen waarop een gouden kelk is afgebeeld en de tekst LA COVP DOR - ANNO 1673 is te lezen. Nr. 61 bezit een gevelsteen met een olifant en de tekst 17 IN DEN GULDEN OLIPHANT 80. Het rijksmonument Wycker Brugstraat 25 heeft een rijk gebeeldhouwde gevel uit 1902. Op de gevel van nr. 38 is een jugendstildecoratie van een ossenkop aangebracht, waar mogelijk voorheen een slagerij gevestigd was. De daklijst van het brede pand nrs. 32-36 bestaat uit een gestucte band met sgraffito, waarin guirlandes met bloemen, fabeldieren en een monogram zijn aangebracht en het bouwjaar ANNO 1888.
Het bronzen beeld De Wiekeneer van Frans Carlier werd in 1985 geplaatst op de hoek van de Wycker Brugstraat en de Lage Barakken.
Aan de gevel van nr. 24, de voormalige Victoria Taverne, tijdens de Duitse bezetting Wehrmachtsheim, bevindt zich een plaquette voor de Amerikaanse soldaat William Greentree, die op 14 september 1944, de dag van de bevrijding van Maastricht, om het leven kwam door een boobytrap, die door de Duitsers in de piano was achtergelaten. Vóór de panden Wyckerbrugstraat 51 en 56 bevinden zich struikelsteentjes van de in Duitse vernietigingskampen vermoorde bewoners, respectievelijk Eleonore Goldschmidt-Seliger (1875-1943) en Ernst David Berets (1898-1943).

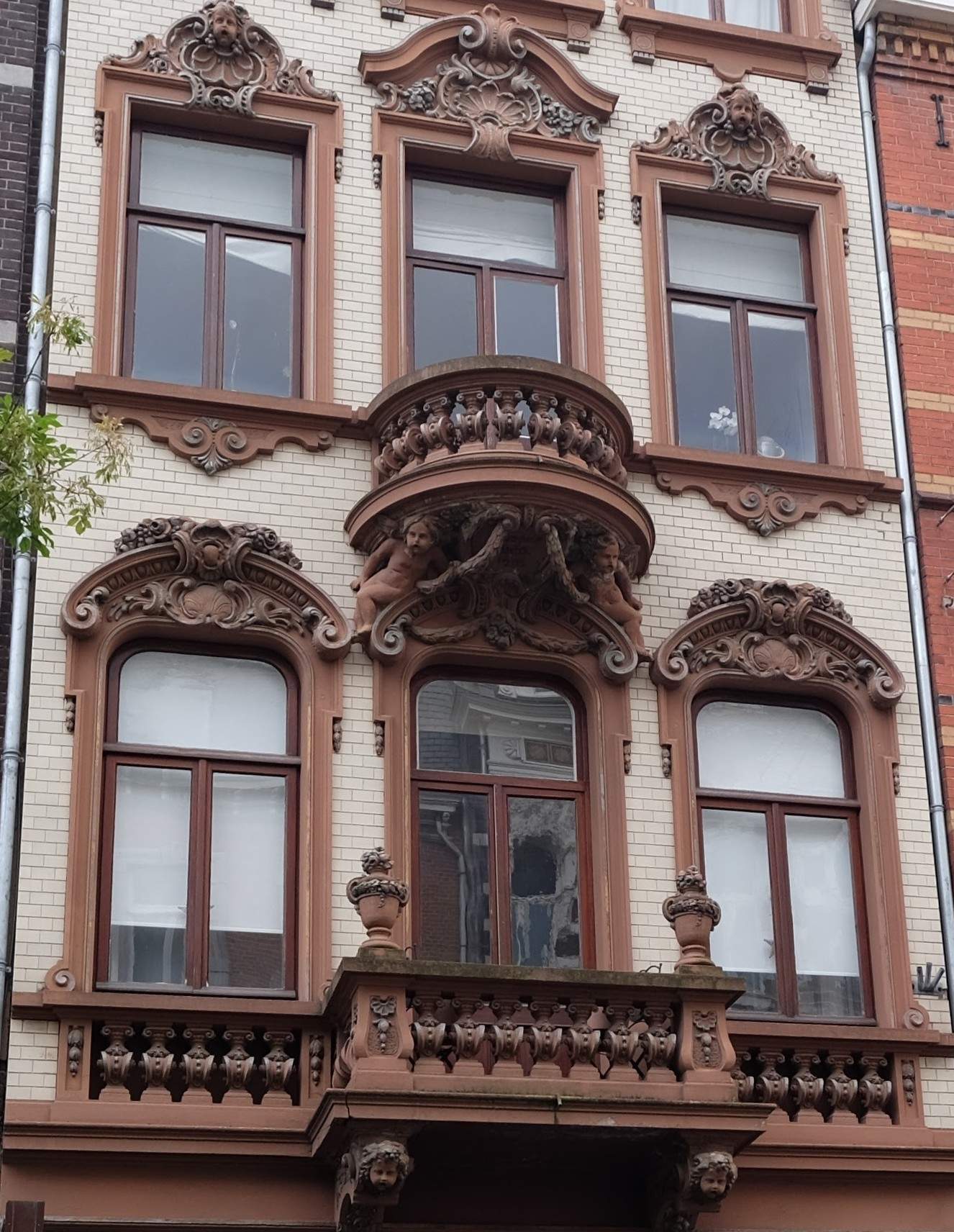
Ornamentele gevel, nr. 25
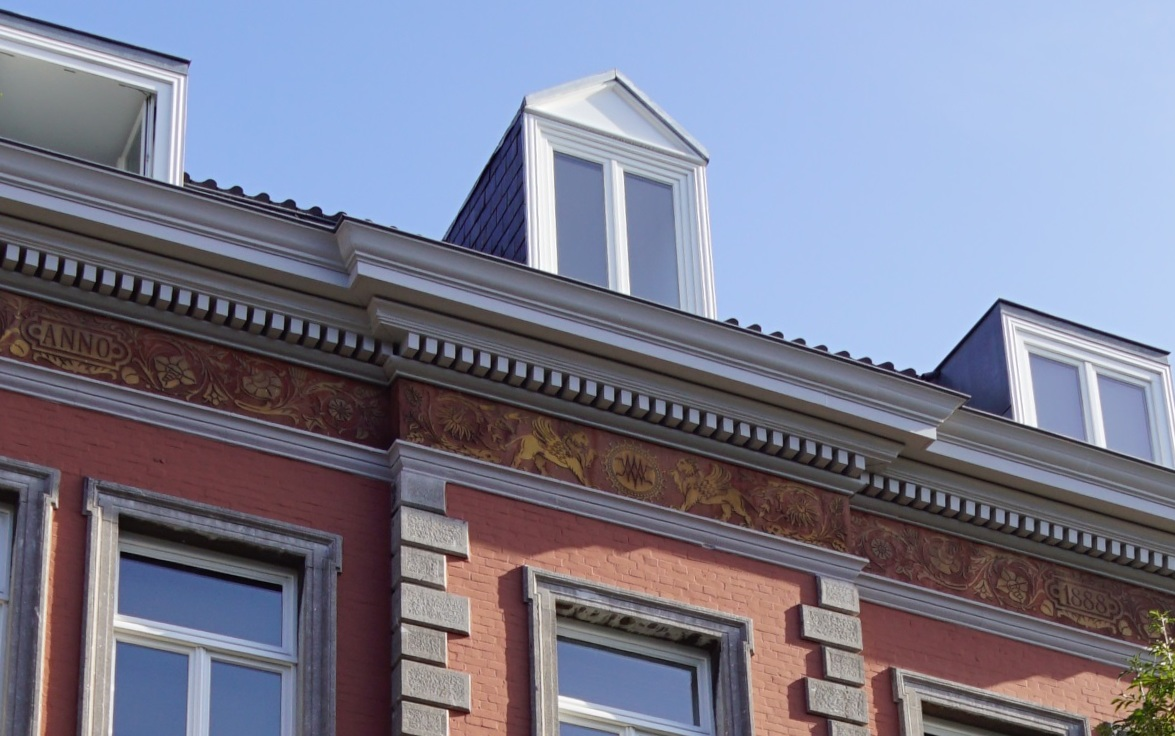
Sgraffito, nrs. 32-36
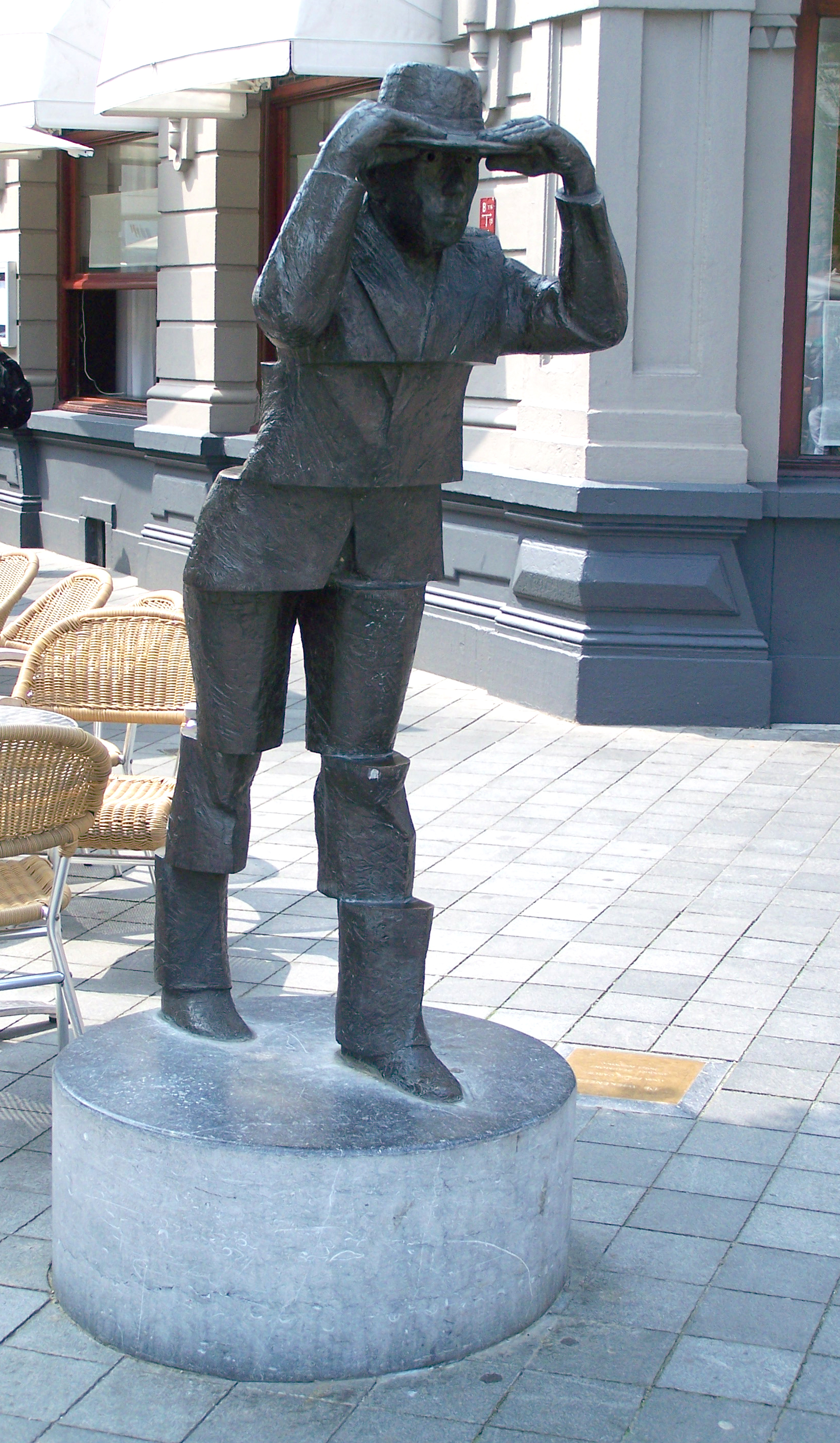
De Wiekeneer
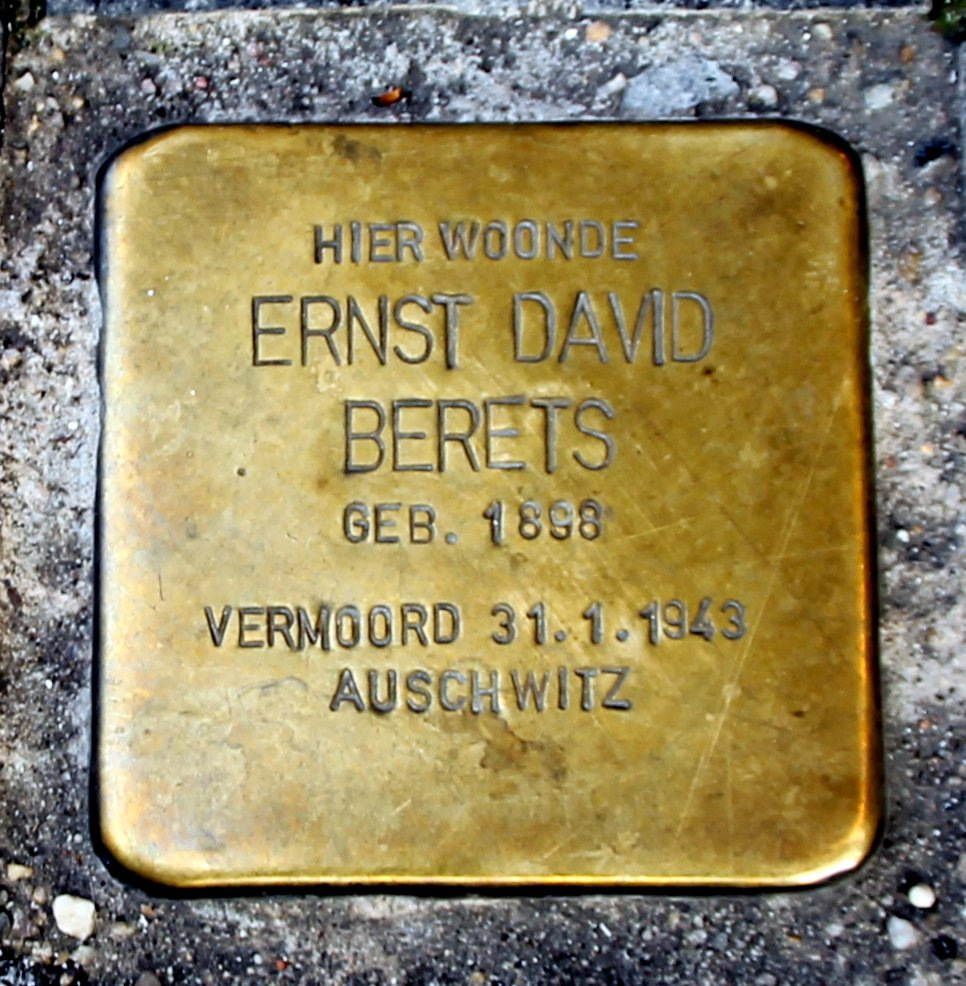
Struikelsteentje